# Rolvsøy
Rolvsøy (en sami septentrional: Gádde-Iččát) és una illa del municipi de Måsøy, al comtat de Finnmark, Noruega. L'illa, de 89 km², el 2023 tenia 70 habitants. Es troba al sud de l'illa d'Ingøya i al nord i a l'oest del continent, de la qual el separa el Rolvsøysundet.
L'illa és muntanyosa i està gairebé dividida en dos pel Valfjorden, a l'oest, i el Langfjorden, a l'est, amb un istme pantanós de 800 metres d'amplada entremig. Gairebé tots els assentaments es troben a la part nord de l'illa. Al costat oest hi ha el poble pesquer de Tufjord i al costat est el de Gunnarnes, on hi ha una connexió de ferri amb els pobles de Havøysund i Ingøy.